# Новоастраханская волость
Новоастраха́нская во́лость — историческая административно-территориальная единица Старобельского уезда Харьковской губернии с центром в слободе Ново-Астрахань.
По состоянию на 1885 год состояла из 7 поселений, 6 сельских общин. Население — 7459 человек (3734 мужского пола и 3725 — женского), 1259 дворовых хозяйств.
|                        | Площадь, десятин | В том числе пахотной, дес. |
| ---------------------- | ---------------- | -------------------------- |
| Сельских общин         | 14192            | 10646                      |
| Частной собственности  | 2031             | 408                        |
| Казенной собственности | 2078             | 1668                       |
| Другой собственности   | 166              | 156                        |
| В целом                | 18467            | 12878                      |

Основные поселения волости по состоянию на 1885 год:
- Ново-Астрахань (Троицино) — бывшая государственная слобода при реке Боровая в 30 верстах от уездного города, 2070 человек, 311 дворовых хозяйств, православная церковь, школа, приемное отделение больницы, почтовая станция, 5 лавочек, базары, 4 ярмарки в год. За 7 верст — винокуренный завод.
- Голубовка — бывшая государственная слобода, 1089 человек, 165 дворовых хозяйств, православная церковь, лавка.
- Мариновка — бывшее государственное село, 194 человека, 13 дворовых хозяйств, школа.
- Нижне-Покровка — бывшая государственная слобода, 1274 человека, 210 дворовых хозяйств, православная церковь, школа.

Крупнейшие поселения волости состоянию на 1914 год:
- село Новоастраханське — 3530 жителей;
- село Нижне-Покровское — 1974 жителей;
- село Михайловка — 1639 жителей.

Старшиной волости был Иван Константинович Куценко, волостным писарем — Ефим Яковлевич Оридорога, председателем волостного суда — Сергей Михайлович Капица.